# Усов, Никифор Прокопьевич
Никифор Прокопьевич Усов (1922—1992) — старший лейтенант Советской Армии, участник Великой Отечественной войны, Герой Советского Союза (1944).

## Биография
Родился 23 мая 1922 года в посёлке Первомайский (ныне — Унечский район Брянской области). После окончания пяти классов школы работал в колхозе. В апреле 1941 года был призван на службу в Рабоче-крестьянскую Красную Армию. В 1942 году окончил курсы младших командиров. С июля того же года — на фронтах Великой Отечественной войны.
К сентябрю 1943 года сержант Никифор Усов был помощником командира взвода связи 615-го стрелкового полка 167-й стрелковой дивизии 38-й армии Воронежского фронта. Отличился во время битвы за Днепр. 26 сентября 1943 года в числе первых переправился через Днепр в районе села Вышгород Киевской области Украинской ССР и проложил кабель связи через реку. Во время боёв на плацдарме на западном берегу он держал бесперебойную связь между берегами, оперативно устраняя повреждения на линии.
Представлен в награждению званием Героя Советского Союза за «мужество и героизм, проявленные при форсировании Днепра». Указом Президиума Верховного Совета СССР «О присвоении звания Героя Советского Союза генералам, офицерскому, сержантскому и рядовому составу Красной Армии» от 10 января 1944 года за «образцовое выполнение боевых заданий командования на фронте борьбы с немецко-фашистскими захватчиками и проявленные при этом отвагу и геройство» удостоен высокого звания Героя Советского Союза с вручением ордена Ленина и медали «Золотая Звезда» за номером 2447.
После окончания войны продолжил службу в Советской Армии. В декабре 1946 года он окончил Киевское военное училище связи, в июне 1950 года — двухмесячные курсы при Смоленском военно-политическом училище. В сентябре 1956 года в звании старшего лейтенанта был уволен в запас. Проживал и работал в Сухуми, с 1969 года руководил Абхазским республиканским комитетом ДОСААФ.
Умер 23 февраля 1992 года, похоронен на Маякском кладбище Сухуми.
Был также награждён орденами Отечественной войны 1-й и 2-й степеней, орденом Красной Звезды и рядом медалей.